# Guardavalle
Guardavalle est une commune italienne de la province de Catanzaro dans la région Calabre en Italie.

## Géographie

### Hameaux
Elce della Vecchia, Guardavalle Marina, Pietracupa, Pietrarotta, S. Stefano, Sciordillà 

### Communes limitrophes
Bivongi, Brognaturo, Monasterace, Santa Caterina dello Ionio, Stilo

## Administration
| Période         | Période  | Identité                                                                        | Étiquette | Qualité |
| --------------- | -------- | ------------------------------------------------------------------------------- | --------- | ------- |
| 23 février 2021 | En cours | Umberto Pio, Antonio Campini, Manuela Currà, Gino Rotella (commissaire spécial) |           |         |

## Galerie

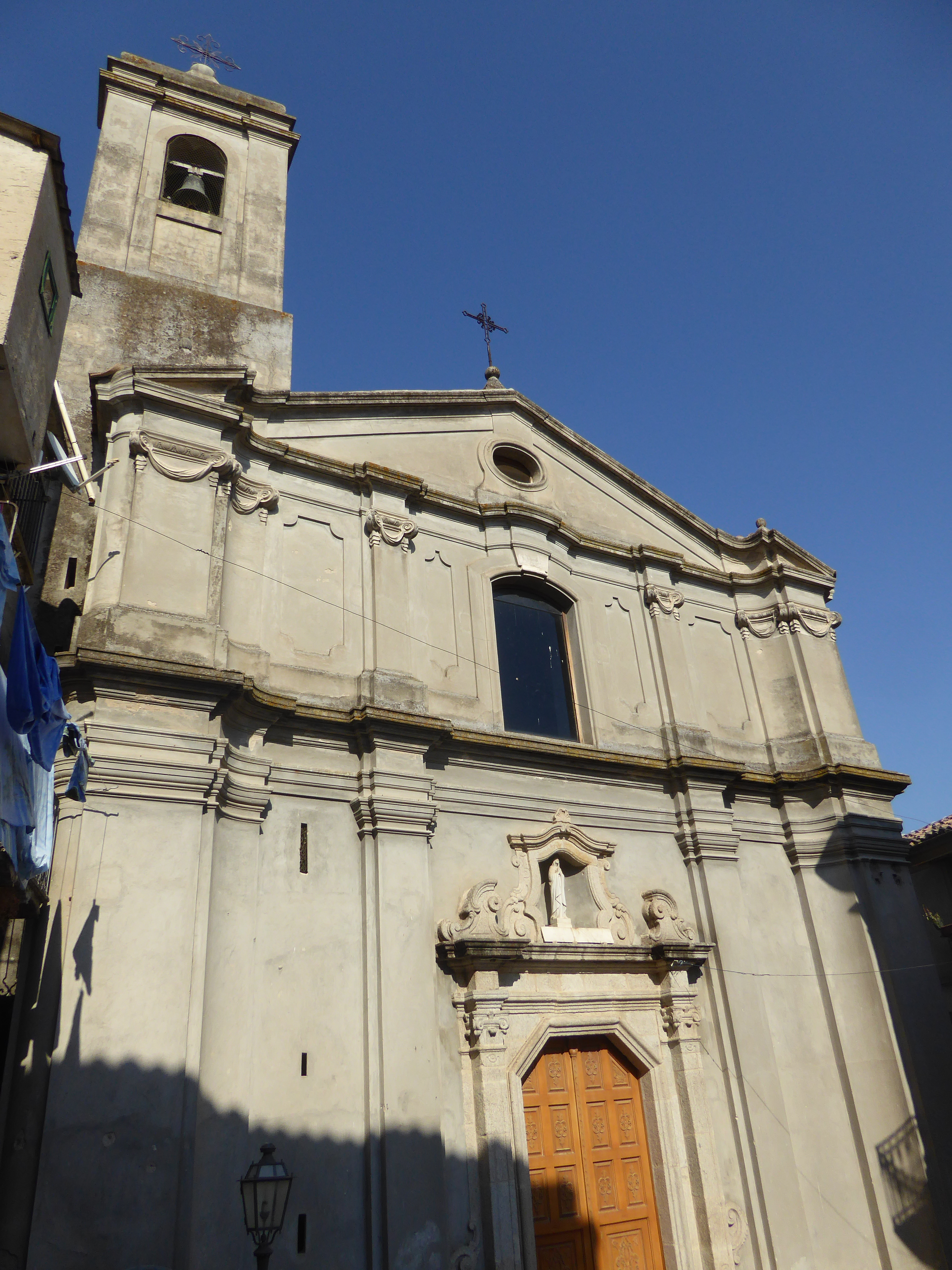
L'église Saint-Acace-Martyr de Guardavalle.
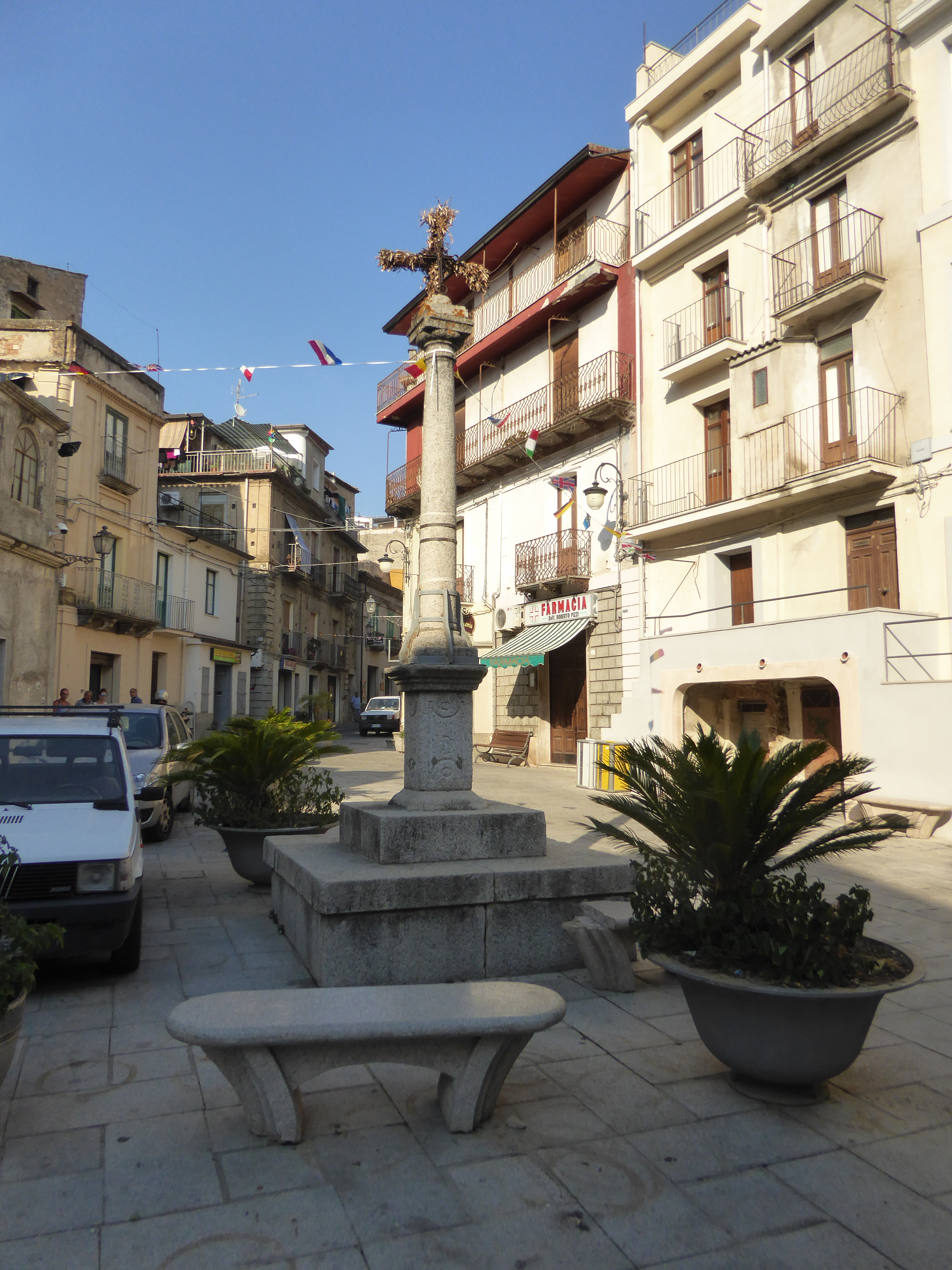
Colonne en granit de la piazza Immacolata (1783).
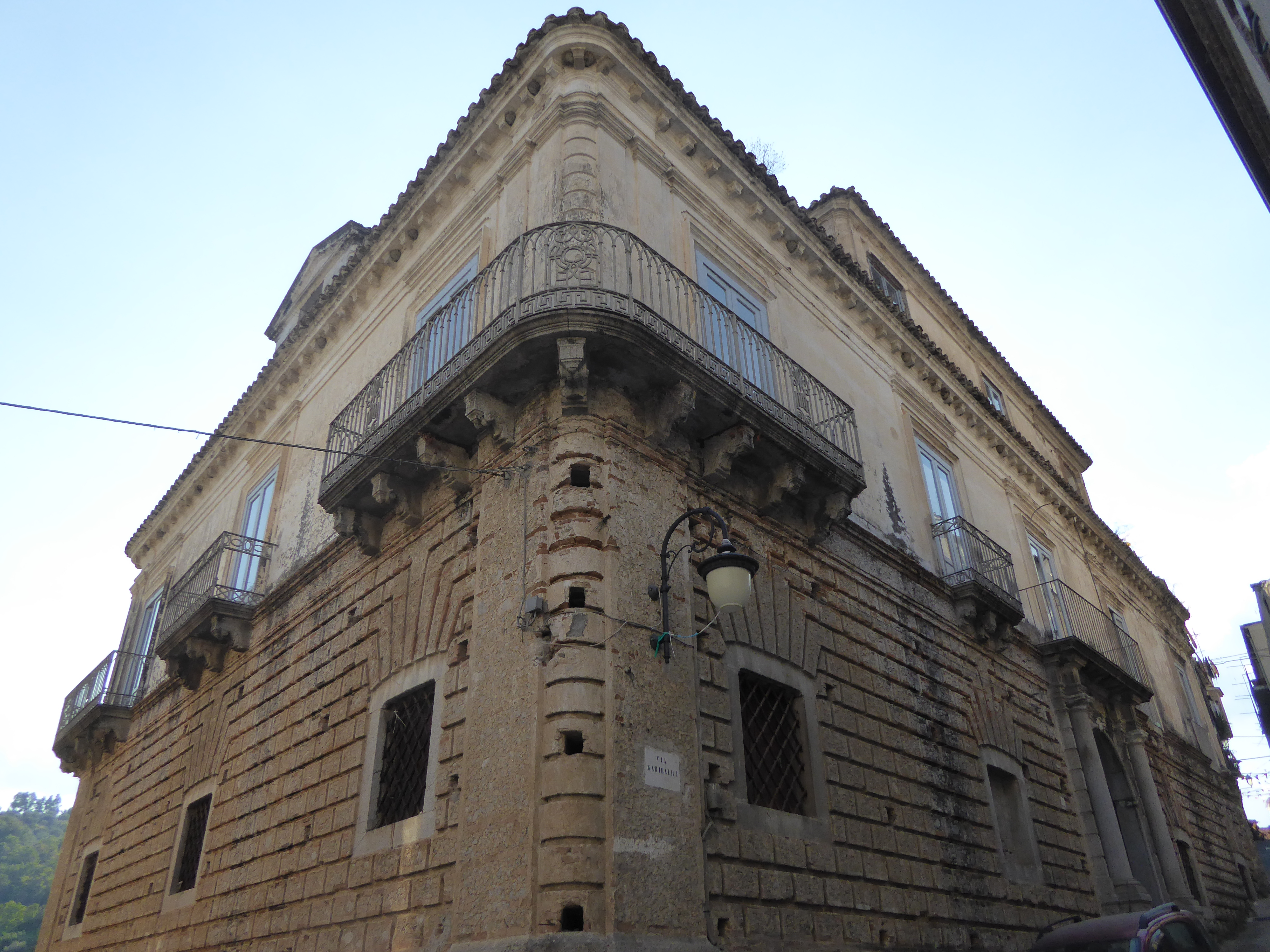
Le palais Falletti.